# Tramwaje w Altenburgu
Tramwaje w Altenburgu – zlikwidowany system komunikacji tramwajowej w niemieckim mieście Altenburg, działający w latach 1895–1920.

## Historia
Projekt na budowę linii tramwajowej w Altenburgu złożono 21 listopada 1892. Prace przy budowie linii tramwajowej rozpoczęto 28 sierpnia 1894. Linię o długości 3,5 km i rozstawie szyn wynoszącym 1000 mm otwarto 18 kwietnia 1895. Do obsługi linii dysponowano 7 dwuosiowymi tramwajami. Od 16 września 1900 tramwajami zaczęto przewozić także pocztę. Od 14 stycznia 1917 zaczęto ograniczać kursowanie tramwajów. Ostatecznie linię tramwajową zamknięto 30 kwietnia 1920.